# Qualificazioni ai Giochi della XXII Olimpiade (CONCACAF)
Di seguito sono elencati gli incontri con relativo risultato della zona nord/centro americana (CONCACAF) per le qualificazioni a Mosca 1980.

## Formula
La formula prevedeva quattro turni eliminatori.
Nel primo turno eliminatorio, le 16 squadre vennero divise in 8 spareggi A/R. In caso di pareggio, era previsto un terzo incontro in campo neutro. Le vincenti si sarebbero qualificate al secondo turno eliminatorio.
Nel secondo turno eliminatorio, le 8 squadre che avevano passato il primo turno vennero divise in 4 spareggi A/R. In caso di pareggio, era previsto un terzo incontro in campo neutro.
Due delle quattro vincenti accedevano direttamente al quarto turno grazie ad un sorteggio, le altre due dovevano scontrarsi in uno spareggio A/R che prendeva il nome di terzo turno (anche in questo caso, in caso di pareggio era previsto un terzo incontro in campo neutro). La vincente del terzo turno accedeva al quarto turno.
Il quarto turno era composto di un girone A/R a cui partecipavano tre squadre.
Si qualificarono alle Olimpiadi le prime due classificate nel girone finale.

## Risultati

### Primo turno
|  | Barbados | 1 – 2 | Suriname |  |

|  | Suriname | 5 – 1 | Barbados |  |

|  | Bermuda | 3 – 0 | Canada |  |

|  | Canada | 2 – 5 | Bermuda |  |

|  | Costa Rica | 4 – 0 | Panama |  |

|  | Panama | 0 – 2 | Costa Rica |  |

|  | Antille Olandesi | 2 – 3 | Trinidad e Tobago |  |

|  | Trinidad e Tobago | 6 – 1 | Antille Olandesi |  |

|  | Guatemala | 2 – 0 | El Salvador |  |

|  | El Salvador | 1 – 0 | Guatemala |  |

|  | Haiti | 4 – 1 | Rep. Dominicana |  |

|  | Rep. Dominicana | 0 – 3 | Haiti |  |

|  | Giamaica | 0 – 3 | Cuba |  |

|  | Cuba | 2 – 0 | Giamaica |  |

|  | Messico | 4 – 0 | Stati Uniti |  |

|  | Stati Uniti | 0 – 2 | Messico |  |

Passano il turno Bermuda (8-2), Costa Rica (6-0), Cuba (5-0), Guatemala (2-1), Haiti (7-1), Stati Uniti (ritiro del Messico), Suriname (7-2) e Trinidad e Tobago (9-3).

### Secondo turno
|  | Bermuda | 0 – 3 | Stati Uniti |  |

|  | Stati Uniti | 5 – 0 | Bermuda |  |

|  | Costa Rica | 1 – 2 | Guatemala |  |

|  | Guatemala | 0 – 1 | Costa Rica |  |

|  | Costa Rica | 1 – 0 | Guatemala |  |

|  | Cuba | 0 – 1 | Haiti |  |

|  | Haiti | 0 – 0 | Cuba |  |

|  | Trinidad e Tobago | 2 – 0 | Suriname |  |

|  | Suriname | 3 – 1 | Trinidad e Tobago |  |

|  | Trinidad e Tobago | 0 – 2 | Suriname |  |

Passano il turno Costa Rica (3-2, qualificata direttamente al quarto turno per sorteggio), Haiti (1-0), Stati Uniti (8-0, qualificata direttamente al quarto turno per sorteggio) e Suriname (5-3).

### Terzo turno
|  | Haiti | 2 – 0 | Suriname |  |

|  | Suriname | 2 – 0 | Haiti |  |

|  | Haiti | 0 – 2 | Suriname |  |

Passa il turno il Suriname (4-2).

### Quarto turno
| Squadra     | P.ti | G | V | N | P | GF | GS | DR |
| ----------- | ---- | - | - | - | - | -- | -- | -- |
| Costa Rica  | 5    | 4 | 2 | 1 | 1 | 7  | 6  | +1 |
| Stati Uniti | 5    | 4 | 2 | 1 | 1 | 6  | 6  | 0  |
| Suriname    | 2    | 4 | 1 | 0 | 3 | 9  | 10 | -1 |

|  | Costa Rica | 0 – 1 | Stati Uniti |  |

|  | Stati Uniti | 1 – 1 | Costa Rica |  |

|  | Costa Rica | 3 – 2 | Suriname |  |

|  | Suriname | 2 – 3 | Costa Rica |  |

|  | Stati Uniti | 2 – 1 | Suriname |  |

|  | Suriname | 4 – 2 | Stati Uniti |  |